# Rozważna i romantyczna

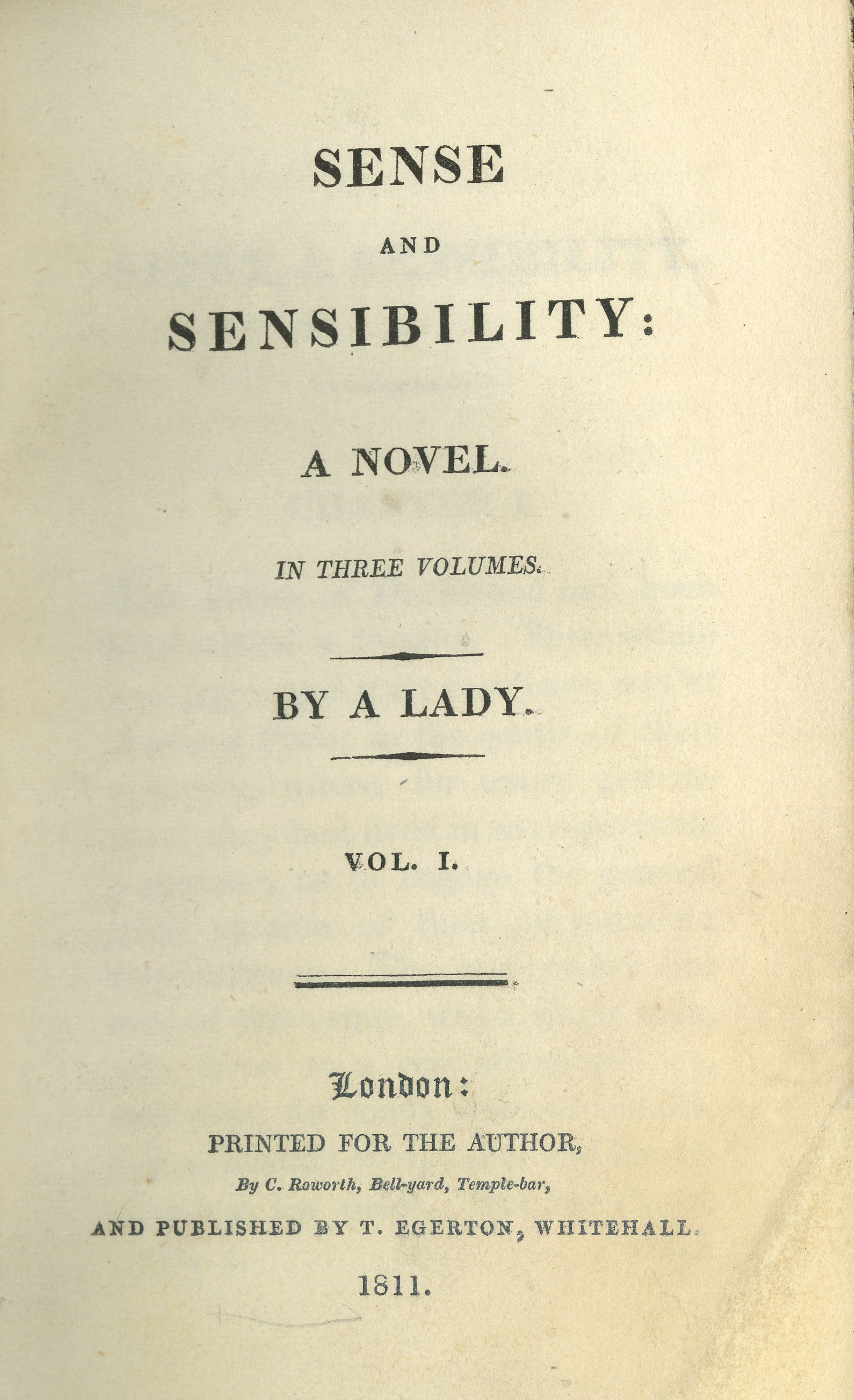
Strona tytułowa pierwszego wydania Rozważnej i romantycznej (1811)

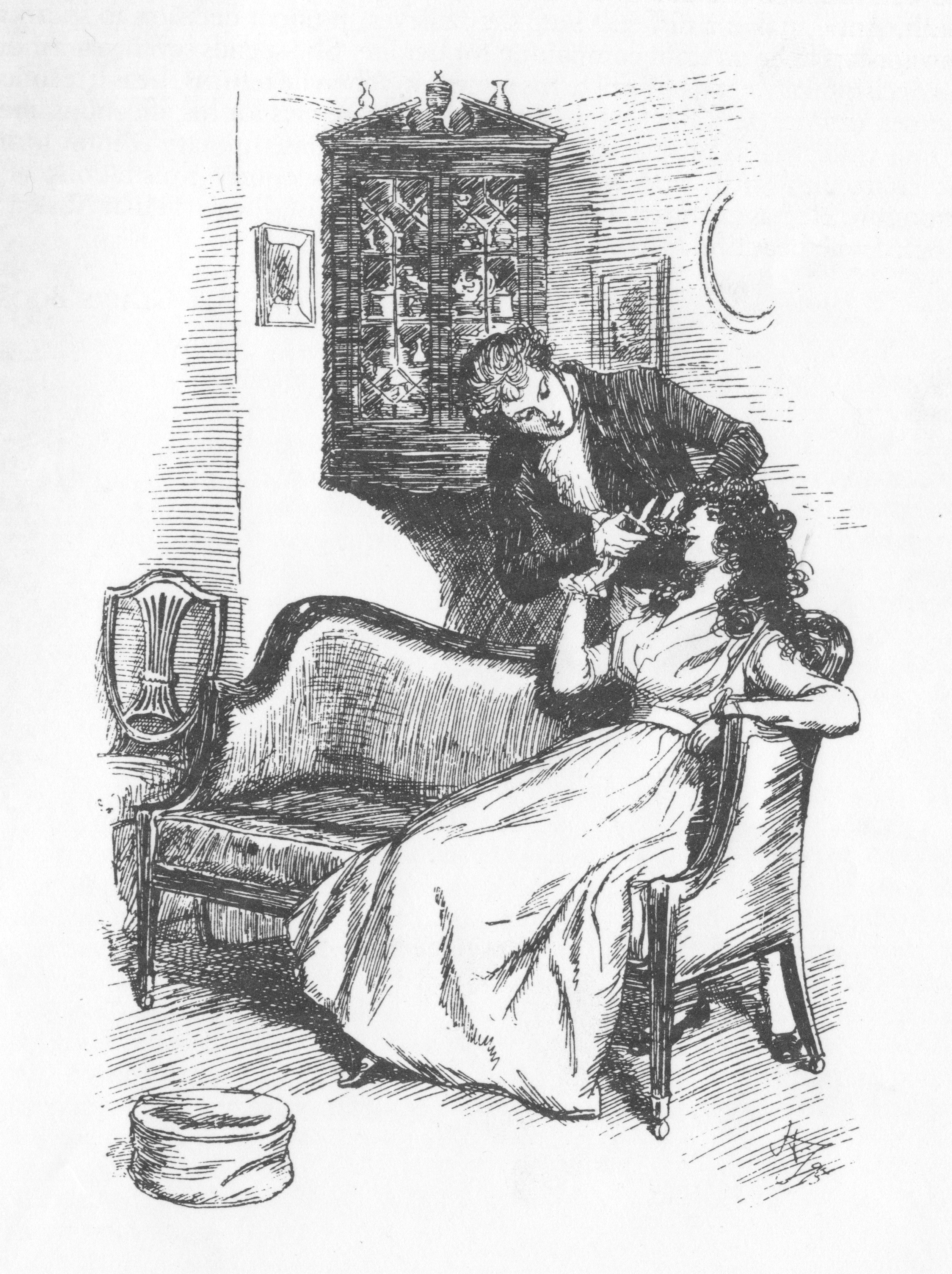
Ilustracja do Rozważnej i romantycznej, wydania z II połowy XIX wieku – Willoughby ucinający lok Marianny

Rozważna i romantyczna (ang. Sense and Sensibility) – pierwsza opublikowana powieść angielskiej pisarki Jane Austen, wydana w 1811 roku. Rozważna i romantyczna jest najbardziej zbliżoną do romansu powieścią Austen, choć charakterystyczne dla tej pisarki trafne obserwacje ówczesnej obyczajowości, humor i interesujące portrety psychologiczne bohaterek sprawiły, że książka ta cieszy się niesłabnącą popularnością do czasów obecnych.

## O powieści
Rozważna i romantyczna należy wraz z Opactwem Northanger i Dumą i uprzedzeniem  do grupy trzech wcześniejszych powieści Jane Austen, które zostały napisane w latach dziewięćdziesiątych osiemnastego wieku, a potem przerobione. Dopiero po sukcesie Rozważnej i romantycznej pisarka rozpoczęła pracę nad utworami zaliczanymi do drugiej fazy jej twórczości: Mansfield Park, Emmą i Perswazjami.
Pierwsza wersja powieści, początkowo zatytułowana Elinor and Marianne, została napisana około 1795 roku, gdy Austen miała 19 lat. Myślą przewodnią książki jest kontrast charakterów dwóch sióstr – rozważnej Eleonory i romantycznej Marianny. Postacie sióstr miały swój daleki pierwowzór w samej Jane Austen i jej siostrze Cassandrze, przy czym autorka siebie samą przedstawiła jako tę uczuciową. Jednak w ostatecznej wersji powieści charaktery obu bohaterek są już bardziej skomplikowane.
Rozważna i romantyczna to pierwsza powieść Jane Austen, która ujrzała światło dzienne. Pisarka wydała ją na własny koszt, pod pseudonimem The Lady. Rozważna i romantyczna zdobyła bardzo pochlebne recenzje – w lutym 1812 pierwsza z nich, zamieszczona w Critical Review, chwaliła powieść tymi słowami: „doskonale napisana; bohaterowie pochodzą ze szlachty, ich postacie są naturalne i zręcznie zbudowane. Akcja jest wiarygodna, wysoce zajmująca i zabawna; zakończenie takie, jakiego życzyłby sobie czytelnik, całość zaś dostatecznie długa, by podtrzymać zainteresowanie, nie nudząc. Przynosi zaszczyt autorce, która wykazuje się ogromną znajomością charakterów i szczęśliwie łączy zdrowy rozsądek ze sprawami lżejszymi”. Sukces Rozważnej i romantycznej zachęcił autorkę do wydania Dumy i uprzedzenia.
Tytuł powieści odwołuje się do żywej w osiemnastowiecznej powieści tradycji budowania akcji na motywie starcia dwóch przeciwieństw. Jednak w odróżnieniu od powieści takich jak Pamela czy Clarissa Samuela Richardsona, które ukazywały opozycję występku i cnoty, Rozważna i romantyczna nie opowiada o dwóch cechach, jednej godnej pochwały, drugiej zasługującej na naganę, charakteryzujących dobrą i złą siostrę. Powieść Austen pokazuje, że tytułowy rozsądek (ang. sense) i romantyczność (ang. sensibility) oraz wynikające z nich dwa modele zachowań powinny się wzajemnie uzupełniać, nie zaś wykluczać. Rozważna siostra musi nauczyć się „romantyczności”, wyrażania swoich uczuć i dzielenia ich z innymi, a romantyczna – rozwagi, opanowania i zwracania uwagi na opinię innych. Głęboka więź pomimo różnic między Eleonorą a Marianną, przemiana tej relacji w miarę rozwoju akcji oraz jej znaczenie jako czynnika określającego samoświadomość bohaterek (Eleonora postrzega siebie jako tę różną od Marianny i vice versa), a także warunkującego ich rozwój sprawiają, że związek dwóch sióstr ma centralne znaczenie w utworze.
Jednak książka, przy całej sympatii autorki dla jej bohaterki, pełnej romantycznych uniesień Marianny, ma także dyskretny wymiar dydaktyczny – wskazuje, że podsycanie w sobie gwałtownych uczuć, uleganie im bez zwracania uwagi na głos rozsądku i wzgląd na innych, może przynieść opłakane skutki. Niemniej gwałtowne burze szaleją w sercu Eleonory, ale ona potrafi nad nimi zapanować i to jej postawa jest stawiana za wzór.

## Postacie
- Henry Dashwood – zamożny dżentelmen, niespodziewanie umierający na początku powieści. Ojciec Johna (syna z pierwszego małżeństwa) oraz Eleonory, Marianny i Małgorzaty. Jego śmierć wprowadza znaczne komplikacje: majątek, na mocy testamentu poprzedniego właściciela, dziedziczy jego wnuk a syn Johna, zaś żona i trzy córki zostają niemal bez żadnego zabezpieczenia: ich wspólny majątek 10 tysięcy funtów pozwala tylko na skromne życie.
- Pani Dashwood – druga żona Henry’ego Dashwooda. 40-letnia dama, świeżo owdowiała na początku powieści. Wrażliwa, uczuciowa, ufająca ludziom, których kocha.
- Eleonora Dashwood – starsza, dziewiętnastoletnia córka Henry’ego Dashwooda, główna bohaterka powieści. Spokojna, zrównoważona, nieabsorbująca otoczenia swoimi problemami. Jest w rodzinie pań Dashwood głosem rozsądku, zwracającym uwagę na prozę życia.
- Marianna Dashwood – młodsza siostra Eleonory, szesnastoletnia. Piękna, egzaltowana, skłonna do romantycznych uniesień panna. Gra na fortepianie, namiętnie czyta poezję. Unika ludzi niedostających do jej ideałów, lekceważąc nawet obyczajowe konwenanse. Zainspirowana romantyczną literaturą, ma bardzo zdecydowane poglądy w kwestii miłości i małżeństwa – uważa, że kochać można tylko jeden raz w życiu.
- Małgorzata Dashwood – najmłodsza z sióstr Dashwood, czternastoletnia. Na kartach powieści pojawia się jedynie epizodycznie. Pogodna i uczynna, przejęła od Marianny romantyczny ogląd świata.
- John Dashwood – syn Henry’ego Dashwooda z pierwszego małżeństwa. Oschły, niezwiązany braterską miłością z przyrodnimi siostrami. Bardzo wyczulony na pozycję materialną innych, a zwłaszcza swoją.
- Fanny Dashwood z domu Ferrars – żona Johna Dashwooda, siostra Edwarda i Roberta. Egoistka, dbająca wyłącznie o swoiście pojmowane dobro swojej rodziny. Ma wielki wpływ na swojego męża.
- Edward Ferrars – brat Fanny Dashwood. Całkowicie zależny finansowo od matki. Miły, zrównoważony, choć niechętny wyjawianiu własnych uczuć. Doskwiera mu bezczynność – zawody, w których chętnie widziałaby go rodzina, nie odpowiadają jego charakterowi, zaś powołanie duchownego, któremu chętnie by się poświęcił, nie jest akceptowane przez jego matkę.
- Robert Ferrars – młodszy brat Edwarda i Fanny. Zadufany w sobie dandys.
- Pani Ferrars – matka Fanny, Edwarda i Roberta. Wdowa, swobodnie dysponująca dużym majątkiem pozostawionym jej przez męża. Ciężką ręką trzyma rządy w rodzinie, wymagając posłuszeństwa i spełniania jej oczekiwań, choć jednocześnie jest czuła na pochlebstwa.
- Sir John Middleton – daleki krewny pani Dashwood. Przystojny mężczyzna około czterdziestki, właściciel majątku Barton w hrabstwie Devon. Zapalony myśliwy. Bardzo towarzyski, ciągle organizujący jakieś rozrywki – prawdziwy zbawca okolicznej młodzieży.
- Lady Middleton – żona Johna Middletona. Elegancka dama w wieku 26 lat, bardzo dbająca o towarzyskie pozory. Wszystkie uczucia rezerwuje dla swoich dzieci.
- Pani Jennings – matka lady Middleton. Wdowa z dostatnim dożywociem, które zawdzięcza talentom handlowym męża[7]. Wścibska, niedelikatna, ale serdeczna.
- Pułkownik Christopher Brandon – bliski przyjaciel Johna Middletona, trzydziestopięcioletni zamożny dżentelmen o rocznym dochodzie 2 tysięcy funtów, właściciel majątku Delafort. Spokojny, zrównoważony, choć chodzą plotki, że jego przeszłość skrywa pewną tajemnicę.
- John Willoughby – dwudziestopięcioletni młodzieniec przebywający czasowo u swej ciotki, sąsiadki Middletonów. Właściciel mająteczku Combe Magna, zależny finansowo od wspomnianej ciotki. Bardzo przystojny, elegancki, pełen werwy.
- Charlotta Palmer – druga córka pani Jennings. Dwudziestodwuletnia wesoła trzpiotka.
- Pan Palmer – mąż Charlotty. Zamożny, dwudziestopięcioletni dżentelmen kandydujący do parlamentu. Sarkastyczny, nieuprzejmy, dystansujący się od wesołości żony, ale w gruncie rzeczy przyzwoity człowiek.
- Lucy Steele – bardzo daleka kuzynka pani Jennings. Dwudziestotrzyletnia urodziwa młoda dama. Choć niezamożna, bywa w eleganckim towarzystwie korzystając z uprzejmości bogatszych krewnych i znajomych i spędza w ich domach sporo czasu.
- Nancy/Anna[8] Steele – starsza, już blisko trzydziestoletnia siostra Lucy, pozostająca całkowicie w jej cieniu.
- Pan Pratt – wuj Lucy, dawny nauczyciel Edwarda Ferrarsa.

## Ekranizacje (wybór)
- 1971: Sense and Sensibility – telewizyjny serial BBC, w reżyserii Davida Gilesa z Joanną David w roli Eleonory i Ciaran Madden w roli Marianny.
- 1981: Sense and Sensibility – telewizyjny serial BBC, w reżyserii Rodneya Bennetta z Irene Richard w roli Eleonory i Tracey Childs w roli Marianny.
- 1995: Rozważna i romantyczna – film w reżyserii Anga Lee według scenariusza Emmy Thompson. W rolach głównych: Emma Thompson jako Eleonora, Kate Winslet jako Marianna, Hugh Grant jako Edward Ferrars oraz Alan Rickman jako pułkownik Brandon. Najpopularniejsza i najbardziej ceniona ekranizacja powieści, zdobywca Oscara za scenariusz i Złotego Niedźwiedzia, otrzymała także Złote Globy za najlepszy film i najlepszy scenariusz.
- 2000: Rozważne i romantyczne – swobodna, indyjska adaptacja powieści.
- 2008: Sense and Sensibility – telewizyjny serial BBC w reżyserii Johna Alexandra z Hattie Morahan w roli Eleonory i Charity Wakefield w roli Marianny.
- 2011: From Prada to Nada – swobodna, uwspółcześniona adaptacja powieści.

## Polskie wydania i tłumaczenia
Prawdopodobnie pierwszego wydanego przekładu na języku polski dokonała Janina Sujkowska (Wydawnictwo Współczesne, 1934). Książka nosiła tytuł Rozsądek i uczucie, przy nazwisku tłumaczki widnieje dopisek „przekład autoryzowany”. Następne tłumaczenie, autorstwa Anny Przedpełskiej-Trzeciakowskiej, ukazało się w 1977 roku nakładem Spółdzielni Wydawniczej „Czytelnik”. Po roku 1990 powieść była wznawiana wielokrotnie, z reguły w tłumaczeniu Anny Przedpełskiej-Trzeciakowskiej, choć Wydawnictwo Zielona Sowa korzysta z przekładu Michała Filipczuka (edycja pod tytułem Rozsądek i romantyczność, 2003).